# Micrurus annellatus
Micrurus annellatus là một loài rắn trong họ Rắn hổ. Loài này được Peters mô tả khoa học đầu tiên năm 1871.